# Suzanne Mueller
Suzanne Mueller (* in Long Island) ist eine US-amerikanische Cellistin.

## Leben
Mueller studierte an der Juilliard School bei Marion Feldman, Alexander Kouguell, Lorne Munroe, Leslie Parnas, Channing Robbins und Harvey Shapiro und nahm weiteren Unterricht bei Joseph Fuchs, Margot Garrett, William Lincer sowie Eugene Friesen.
Sie debütierte in New York als Mitglied des Elysian Duo und gehörte dann zehn Jahre lang dem Duo Elysean II an, bevor sie mit der Pianistin Elinor Abrams Zayas das Duo (bzw. Trio mit dem Klarinettisten Joshua Redman) Cross Island gründete. 1988 trat sie mit Richard Barone beim Berlin Independence Day Festival auf. Außerdem arbeitete sie u. a. mit dem Retrofolk-Duo Hungrytown und dem Singer-Songwriter Terry Winchell zusammen und bildete zehn Jahre lang mit dem Gitarristen und Komponisten Mark McCarron das Duo McCarron&Mueller. Seit 2003 ist sie Artist in Residence der Beech Tree Concerts in Old Westbury Gardens auf Long Island, wo sie jeden Sommer Open-Air-Konzerte gibt.
Mit Abrams Zayas und dem Klarinettisten Joseph Rutkowski, Jr. nahm sie 2011 die CD Quiet Strength mit Werken von Roger Blanc, Keri Degg, Andreas van Haren, Jeffrey Harrington, Mark McCarron, Paul Schoenfield, Rick Sowash und Meira Warshauer auf. 2013 erschien ihr erstes Soloalbum Solitaire, das Kompositionen von Johann Sebastian Bach, Barbara Bach Sternberg, Greg Bartholomew, Béla Bartók, Douglas DaSilva, Lawrence Kramer, Nicholas Chen McConnell, Jimmy Pigott, J. P. Redmond, Bettie Ross, Rick Sowash, David Wolfson und Carol Worthey enthält.

## Weblink
- Website von Susanne Mueller